# Дюпор, Адриен
Адриен Жан-Франсуа Дюпор (фр. Adrien Jean-François Duport; 24 февраля 1759, Париж — 6 июля 1798, Гайс, Швейцария) — лидер парламентской оппозиции накануне революции, депутат Учредительного собрания, член Клуба Фельянов, сторонник конституционной монархии в период Великой Французской революции.

## Ранние годы
Адриен Дюпор родился 24 февраля 1759 года в Париже. Отец Адриена, советник парламента Парижа Франсуа Матьё дю Пор (1718—1794), барон Анлур. После учёбы в колледже Жуйи, Конгрегации Ораториан, Адриен был принят в коллегию адвокатов Парламента Парижа в 1778 года, затем советником Парламента 29 июля того же года.
В духе своего времени, он зачитывался Жан-Жаком Руссо и Вольтером, но его идеалы были ближе к теориям Монтескьё и физиократов. Тексты Чезаре Беккариа о реформе правосудия также произвели на него большое влияние. Круг его чтения объясняет его политическую эволюцию.
Он стал центром парижского парламентского сопротивления абсолютизму, занимая позиции, близкие к тем, которые занимали Барнав и Мунье в то же время. Он разделял энтузиазм современников об Американской революции и подружился с Лафайетом. С 1784 он был последователем месмеризма и находил в нём возможности для изменения общества и государства. В Париже он встретил Николя Бергассе и Жака-Пьера Бриссо. Стал одним из главных лидеров группы в Парижском парламенте, противостоявшей абсолютизму. Посещал клуб на улице Гран-Шантье (фр. Rue du Grand-Chantier) в районе Марэ (фр. Marais) Парижа, где встречался с либерально настроенными почитателями модели английского государственного устройства.

## Партия патриотов
Провал собрания нотаблей летом 1787 побуждает Адриена Дюпора включиться в политическую борьбу. В конце июля он призывает к созыву Генеральных штатов для выработки конституции Франции. В это время по всему королевству начинает образовываться Национальная партия (также называемая Партией патриотов), в которую вошли многие члены Парламента Парижа, как и многие известные деятели того времени, такие как Лафайет, Сийес, Тарже и Эро де Сешель. Он выступал против указов министров короля. Так, 4 января 1788 года по его предложению Парламент принял решение, которое осудило произвол правительства — так называемые lettres de cachet, которые обычно означали тюрьму и ссылку для противников королевской власти.

## Общество тридцати
В отличие от большинства парламентских советников, Адриен Дюпор отстаивал мнение, что количество представителей третьего сословия должно быть пропорциональным числу жителей королевства и призывал к изменению правил голосования: с голосования по сословиям к голосованию «один депутат —— один голос». Для достижения этой цели он основал «общество Тридцати» (также известное как Комитет тридцати) в 1788. Его кампания привлекла внимание дворянства, либералов и даже большинства высшего духовенства: Лафайета, Мирабо, Сийеса, Талейрана, Монтескью-Фезенсака, Лепелетье де Сен-Фаржо, братьев Теодора и Александра Ламетов, швейцарского банкира Этьена Клавьера. Они помогли изменить общественное мнение в ходе разработки наказов — так называемых Cahiers de doléances и выборов в Генеральные Штаты. Изложение и горячее отстаивание этой либеральной повестки Комитетом Тридцати помогло избранию Дюпора в Генеральные Штаты.

## Генеральные штаты и Учредительное собрание

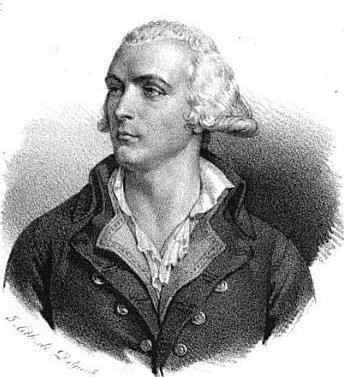
Адриен Дюпор
Гравюра Франсуа Делпе, 1833

Адриен Дюпор был избран депутатом от дворянства Парижа в Генеральных Штатах 5 мая 1789. Он отказался присоединиться к декларации знати, которая осудила решения Третьего сословия 17 июня об объявлении собрания «Национальной Ассамблеей». После королевской сессии 23 июня он был одним из первых 47 либеральных дворян, которые присоединились к третьему сословию 25 июня вместе с Луи Филиппом Орлеанским и братьями Ламет.
Принимал активное участие в дебатах Учредительного собрания 1789 года, поддерживал парижан после штурма Бастилии, способствовал отмене сословных привилегий, льгот, феодальных прав, продажи должностей и налоговых неравенств в ночь 4 августа 1789 года.
Именно им был написан окончательный текст декрета, объявлявшего, что «Национальная Ассамблея полностью отменяет феодальный режим». Он принял участие в разработке Декларации прав человека и гражданина 1789 года, предоставив свой проект, в котором он выступал против злоупотреблений старого режима. Являлся одним из главных инициаторов статей 8, 9 и был докладчиком по статье 17.

Декларация прав человека и гражданина (26 августа 1789 г.)
Статья 8

Закон должен устанавливать наказания лишь строго и бесспорно необходимые; никто не может быть наказан иначе, как в силу закона, принятого и обнародованного до совершения правонарушения и надлежаще примененного.
Статья 9

Поскольку каждый считается невиновным, пока его вина не установлена, то в случаях, когда признается нужным арест лица, любые излишне суровые меры, не являющиеся необходимыми, должны строжайше пресекаться законом.
Статья 17
Так как собственность есть право неприкосновенное и священное, никто не может быть лишен её иначе, как в случае установленной законом явной общественной необходимости и при условии справедливого и предварительного возмещения.

Дюпор — один из основателей Якобинского Клуба после октябрьских дней. Выступал против двухпалатной системы и права абсолютного вето короля Людовика XVI.
В Собрании Дюпор сблизился с двумя депутатами — Антуаном Барнавом и Александром Ламетом. Довольно скоро их стали называть «триумвиратом». Барнав, Дюпор и Ламет возглавили группу либерально настроенных депутатов Ассамблеи на начинавшем формироваться левом фланге собрания. Они прекрасно дополняли друг друга. Наиболее красноречивым из троих был Барнав, наиболее умным Дюпор, наиболее деятельным — Александр де Ламет. Отсюда и народная поговорка: «Что Дюпор думает, то Ламет делает, а Барнав говорит».
Основатель и член Комитета уголовно-судебной практики, Адриен Дюпор был одним из основных авторов судебной реформы в докладе об организации судебной власти от 29 марта 1790. Он поддержал конфискацию церковного имущества и эмиссию ассигнаций 27 августа 1790 года. Дюпор желал этими мерами стабилизировать новый режим путём присоединения к нему нового класса собственников. Он был выбран президентом Ассамблеи с 14 по 26 февраля 1791 года.
После смерти Мирабо 2 апреля 1791, Адриен Дюпор и его друзья решили объединить свои силы с Лафайетом против демократов, которые стремились к углублению революционного процесса, отмене монархии и установлению республики. Опасаясь радикального развития революции и её эксцессов, он становится сторонником стабильности и откровенно консервативной политики, проповедуя усиление исполнительной власти. Говоря перед Ассамблеей 17 мая 1791 года, он провозглашал: «Революция окончена. Она должна быть определена и защищена против всяких эксцессов. Мы должны ограничить излишества свободы и равенства и прийти к соглашению об этом в общественном мнении. Правительство должно быть сильным, твёрдым и стабильным».
Побег Людовика XVI и арест короля в Варенне 20 и 21 июня 1791 года, а также развитие республиканского движения после этого в начале июля ещё более утвердило отношение Адриена Дюпора к конституционной монархии. Он увидел в этом подходящий повод для подавления народного движения и средство укрепления королевской власти.
Адриен Дюпор был одним из трёх представителей, расследовавших обстоятельствства побега. Была выдвинута версия похищения короля. Дюпор защищал королевские прерогативы и интерпретировал конституцию в направлении, благоприятном королю.
Он был среди тех, кто взял на себя инициативу раскола Якобинского Клуба и основания нового клуба, клуба Фельянов, одним из руководителей которого он стал.
К марту 1792 года триумвират уже не оказывал большого влияния на правительство и умеренное большинство Собрания. Адриен Дюпор пытался противостоять законам против эмигрантов и неприсягнувших священников и советовал Людовику XVI применить к этим законам его право вето.
После объявления войны Австрии, он сблизился с Лафайетом и поддерживал его в борьбе с Парижем и якобинцами в преддверии восстания 10 августа. В это время он начал тайные переговоры с Австрией. На тот момент он был одним из лидеров Фельянов и его политика была направлена на быстрое заключении мира с Австрией, что позволило бы армии во главе с Лафайетом вмешаться в события в Париже для подавления «анархии».

## Падение
В 1792 году Адриен Дюпор всё ещё играет ключевую роль при короле после отставки министерства Жиронды и возвращения фельянов в правительство. В результате позиции министерства произошли события 20 июня 1792 года, когда народ вторгся в Тюильри и король под давлением надел красный фригийский колпак санкюлотов и произнёс тост за здоровье нации, хотя и отказался пойти на какие-либо уступки в преддверии кризиса 10 августа. Дюпор также поддержал действия Лафайета 26 июня. Но с вторжением во Францию Пруссии и началом национального кризиса в июле и падением монархии 10 августа 1792 года произошёл окончательный провал политики фельянов.
10 августа 1792 года Дюпор понял, что потерял контроль над ходом событий и предпочёл бежать из Парижа. Он оставил свой пост президента уголовного суда Сены и укрылся в замке Биньон (Луара), приобретённом ещё 24 сентября 1789 года маркизом Мирабо. По приказу Парижской Коммуны о его аресте 28 августа 1792 года, он был задержан в Мелёне 3 сентября. Был выпущен 17 сентября по приказу Дантона, министра юстиции.
Понимая, что всё потеряно, Адриен Дюпор решился на изгнание в Англию, а затем в Швейцарию, оставив жену, Генриетту, и их троих детей в Биньоне, прежде чем вернуться на короткое время во Францию после падения Робеспьера. Братья Ламеты также эмигрировали, Антуан Барнав был гильотинирован 28 ноября 1793 года.
Во время Директории, на выборах в жерминале V года Республики (1797 год) в большинстве департаментов победу одержали правые, роялистски настроенные силы, что в конечном итоге привело к военному перевороту 18 фрюктидора V года (4 сентября 1797 года). Директория прибегла к военной силе и аннулировала итоги выборов. В результате республиканский режим термидорианцев окончательно превратился в диктатуру, только, в отличие от якобинской, в этот раз опиравшуюся на всё ещё республикански настроенную армию. Были приняты экстренные меры против роялистов и монархистов-конституционалистов справа и якобинцев слева. В итоге из-за закона, каравшего смертью вновь вернувшихся эмигрантов, Дюпор вынужден был бежать.
Адриен Дюпор больше никогда не увидит Францию и умрёт от туберкулёза в одиночестве и забвении 6 июля 1798 года в Гайсе, в швейцарском кантоне Аппенцелль-Ауссерроден.